# René Meulensteen
René Meulensteen (ur. 25 marca 1964 w Beugen) – holenderski trener piłkarski.

## Kariera
Meulensteen rozpoczął swoją karierę szkoleniową jako trener młodzieży w NEC Nijmegen. W 1993 roku został selekcjonerem reprezentacji Kataru do lat 23 i funkcję tę sprawował przez kolejne sześć lat. Następnie prowadził katarskie kluby Al-Ittihad i Al-Sadd, zaś w 2001 roku znalazł się w sztabie szkoleniowym Manchesteru United, najpierw jako trener drużyny rezerw. W klubie tym pracował, także na stanowisku asystenta Aleksa Fergusona, przez 12 lat, z półroczną przerwą na prowadzenie duńskiego Brøndby. W 2013 roku został asystentem Guusa Hiddinka w rosyjskim Anży Machaczkała, a po jego rezygnacji, sam objął pierwszy zespół. Z funkcji pierwszego szkoleniowca zwolniono go po zaledwie szesnastu dniach. W listopadzie 2013 roku został menadżerem Fulham, gdzie wcześniej także pełnił rolę asystenta.